# Ángelo Preciado
Angelo Smit Preciado Quiñónez (* 18. Februar 1998 in Shushufindi, Sucumbíos) ist ein ecuadorianischer Fußballspieler, der seit September 2023 beim tschechischen Erstligisten Sparta Prag unter Vertrag steht. Der rechte Außenverteidiger ist seit Oktober 2018 ecuadorianischer Nationalspieler.

## Karriere

### Verein
Der in Shushufindi, Sucumbíos geborene Angelo Preciado wechselte im Jahr 2015 in die Nachwuchsabteilung von Independiente del Valle, nachdem er zuvor für jene América de Quitos gespielt hatte. Im Februar 2018 erreichte der rechte Außenverteidiger erstmals die öffentliche Aufmerksamkeit. In einem Spiel der Copa Libertadores Sub-20 gegen die U20 von River Plate Montevideo gab es eine Rudelbildung und Preciado nahm die Eckfahne zur Hilfe, um sich gegen seine Gegenspieler zur Wehr zu setzen. Dabei täuschte er auch kurz Stichbewegungen an, der Trubel löste sich anschließend aber schnell wieder auf.
Am Ende der Primera Etapa des Spieljahres 2018 wurde er in die erste Mannschaft befördert. Am 10. Juli 2018 (21. Spieltag der Primera Etapa) gab er bei der 1:3-Auswärtsniederlage gegen die SD Aucas sein Debüt in der höchsten ecuadorianischen Spielklasse. In der Segunda Etapa etablierte er sich als Stammkraft und wurde dabei auch häufiger auf der offensiveren Position des rechten Flügelspielers eingesetzt. Am 26. August 2018 (8. Spieltag der Segunda Etapa) erzielte er gegen den CD El Nacional einen Doppelpack. In dieser Spielzeit bestritt er 22 Ligaspiele, in denen ihm zwei Tore und drei Vorlagen gelangen.
Seinen Stammplatz behielt er auch in der nächsten Spielzeit 2019. Am 19. Februar 2019 (2. Spieltag) flog er beim 1:0-Heimsieg gegen die Técnico Universitario bereits in der 40. Spielminute mit „glatt Rot“ vom Platz. Independiente del Valle und Preciado präsentierten sich in diesem Jahr sehr stark in der Copa Sudamericana, bei der man den Finaleinzug schaffte. Auf dem Weg zum Endspiel wurden mit dem CA Independiente und den Corinthians São Paulo auch Gegner aus wirtschaftlich stärkeren Ligen besiegt. Beim 3:1-Finalsieg gegen den CA Colón wurde Preciado aber nicht berücksichtigt. Er absolvierte in dieser Saison 20 Ligaspiele, in denen er zwei Torbeteiligungen. Das darauffolgende Spieljahr 2020 verlief für ihn persönlich mit drei Treffern und vier Assists in 21 Ligaeinsätzen ebenfalls gut. Mit den Negriazules erreichte er außerdem die Zwischenrunde der Copa Libertadores und in der Liga gehörte man erneut zu den Spitzenmannschaften.
Zum 1. Januar 2021 wechselte Preciado zum belgischen Erstdivisionär KRC Genk, wo er einen Zweieinhalbjahresvertrag unterzeichnete. Dort trat er die Nachfolge des zu  Atalanta Bergamo abgewanderten Joakim Mæhle an. Preciado bestritt für Genk 10 von 22 möglichen Ligaspielen im Rest der Saison 2020/21. In der nächsten Saison bestritt er 23 von 40 möglichen Ligaspielen, zwei Pokalspiele, fünf Spiele in der Europa League und das verlorene Spiel um den belgischen Supercup. In der Saison 2022/23 waren es 24 von 40 möglichen Ligaspielen und drei Pokalspiele.
In der neuen Saison 2023/24 bestritt er zwei der ersten fünf Ligaspiele für Genk. Anfang September 2023 wechselte er zu Sparta Prag. Er war der erste Ecuadorianer, der dort einen Vertrag erhielt. Der Vertrag wurde für mehr als ein Jahr abgeschlossen; die genaue Dauer wurde nicht bekanntgegeben.

### Nationalmannschaft
Mit der ecuadorianischen U20-Nationalmannschaft nahm Preciado an der U20-Weltmeisterschaft 2017 in Südkorea teil, wo er in zwei Gruppenspielen zum Einsatz kam.
Am 12. Oktober 2018 debütierte er bei der 3:4-Testspielniederlage gegen Katar für die A-Nationalmannschaft, als er zur zweiten Halbzeit für Stiven Plaza eingewechselt wurde.
Er gehörte zum Kader der Ecuadorianischen Fußballnationalmannschaft bei der Copa América 2021 und stand bei allen fünf Spielen bis zum Ausscheiden im Viertelfinale auf dem Platz. Ebenso gehörte er zum Kader bei der Weltmeisterschaft 2022 in Katar und wurde dort in allen drei Gruppenspielen eingesetzt.

## Erfolge
Independiente del Valle
- Copa Sudamericana: 2019

KRC Genk
- Belgischer Pokalsieger: 2020/21 (ohne Einsatz)